# Lissmaån

Lissmaån är ett vattendrag i Huddinge kommuns trakt Lissma.

## Beskrivning
Lissmaån rinner parallellt med Lissmavägen längs sprickdalen som kallas Lissmadalgången. Ån är med sina dryga fem kilometer längd Tyresåns sjösystems näst längsta vattendrag efter Fullerstaån. Den förbinder Lissmasjön med Drevviken och utgör till vissa delar gränsen mellan Huddinge och Haninge kommuner.

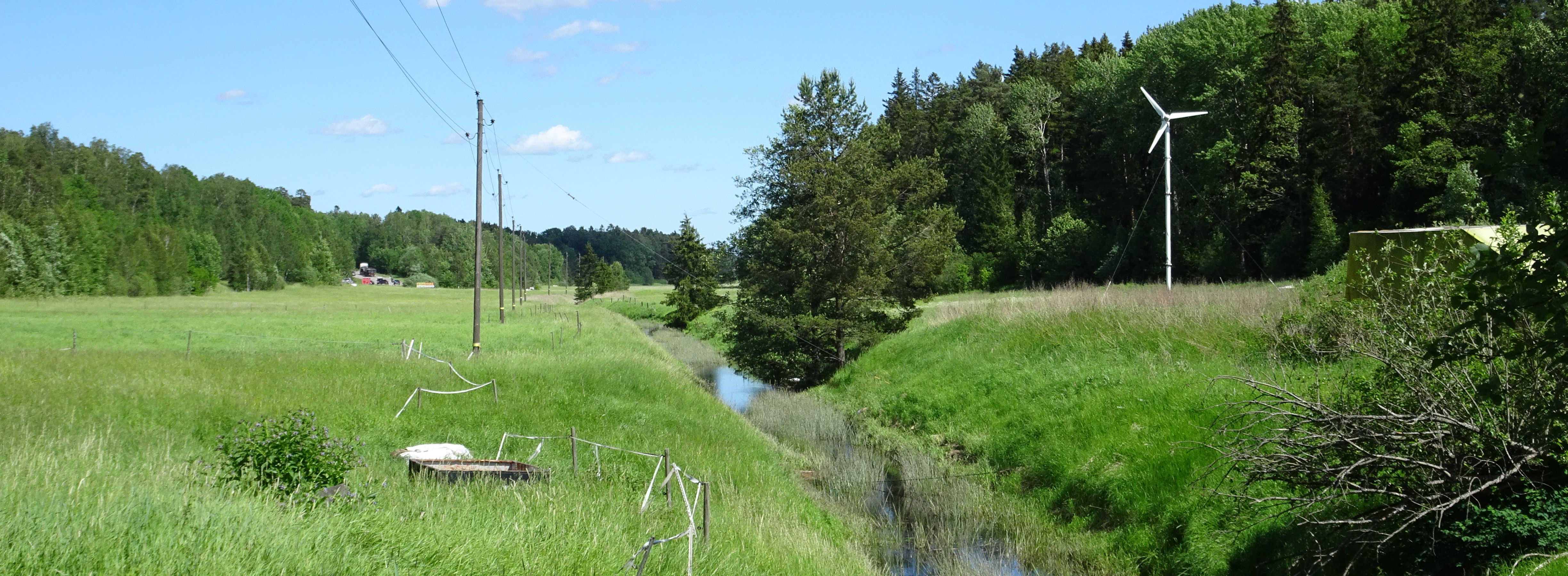
Lissmaån och Lissmadalgången vy norrut från Gräsvreten, juni 2021.